# Harry e Carota
Harry e Carota (Me and the Kid) è un film statunitense del 1993 diretto da Dan Curtis.

## Trama
Gary è un bimbo timido  che soffre di diversi tipi di allergie. Due malviventi pensano quindi di rapirlo per chieder il riscatto.   Al momento cruciale,  Harry si trova a difendere il piccolo Gary dalla furia del suo socio; lo aiuta quindi a difenderlo e a farlo fuggire. 